# Kaibab (Arizona)
Kaibab è un census-designated place (CDP) degli Stati Uniti d'America situato nello stato dell'Arizona, diviso tra la contea di Coconino e la contea di Mohave.